# Lithops lesliei
Lithops lesliei là một loài thực vật có hoa trong họ Phiên hạnh. Loài này được (N.E. Br.) N.E. Br. mô tả khoa học đầu tiên năm 1922.